# Danh sách tiểu hành tinh: 20901–21000
| Tên                  | Tên đầu tiên | Ngày phát hiện       | Nơi phát hiện     | Người phát hiện                                        |
| -------------------- | ------------ | -------------------- | ----------------- | ------------------------------------------------------ |
| 20901 Mattmuehler    | 2000 XO6     | 1 tháng 12 năm 2000  | Socorro           | LINEAR                                                 |
| 20902 Kylebeighle    | 2000 XY6     | 1 tháng 12 năm 2000  | Socorro           | LINEAR                                                 |
| 20903 -              | 2000 XH9     | 1 tháng 12 năm 2000  | Socorro           | LINEAR                                                 |
| 20904 -              | 2190 P-L     | 24 tháng 9 năm 1960  | Palomar           | C. J. van Houten, I. van Houten-Groeneveld, T. Gehrels |
| 20905 -              | 2581 P-L     | 24 tháng 9 năm 1960  | Palomar           | C. J. van Houten, I. van Houten-Groeneveld, T. Gehrels |
| 20906 -              | 2727 P-L     | 24 tháng 9 năm 1960  | Palomar           | C. J. van Houten, I. van Houten-Groeneveld, T. Gehrels |
| 20907 -              | 2762 P-L     | 24 tháng 9 năm 1960  | Palomar           | C. J. van Houten, I. van Houten-Groeneveld, T. Gehrels |
| 20908 -              | 2819 P-L     | 24 tháng 9 năm 1960  | Palomar           | C. J. van Houten, I. van Houten-Groeneveld, T. Gehrels |
| 20909 -              | 4026 P-L     | 24 tháng 9 năm 1960  | Palomar           | C. J. van Houten, I. van Houten-Groeneveld, T. Gehrels |
| 20910 -              | 4060 P-L     | 24 tháng 9 năm 1960  | Palomar           | C. J. van Houten, I. van Houten-Groeneveld, T. Gehrels |
| 20911 -              | 4083 P-L     | 24 tháng 9 năm 1960  | Palomar           | C. J. van Houten, I. van Houten-Groeneveld, T. Gehrels |
| 20912 -              | 4129 P-L     | 24 tháng 9 năm 1960  | Palomar           | C. J. van Houten, I. van Houten-Groeneveld, T. Gehrels |
| 20913 -              | 4214 P-L     | 24 tháng 9 năm 1960  | Palomar           | C. J. van Houten, I. van Houten-Groeneveld, T. Gehrels |
| 20914 -              | 4215 P-L     | 24 tháng 9 năm 1960  | Palomar           | C. J. van Houten, I. van Houten-Groeneveld, T. Gehrels |
| 20915 -              | 4302 P-L     | 24 tháng 9 năm 1960  | Palomar           | C. J. van Houten, I. van Houten-Groeneveld, T. Gehrels |
| 20916 -              | 4628 P-L     | 24 tháng 9 năm 1960  | Palomar           | C. J. van Houten, I. van Houten-Groeneveld, T. Gehrels |
| 20917 -              | 5016 P-L     | 22 tháng 10 năm 1960 | Palomar           | C. J. van Houten, I. van Houten-Groeneveld, T. Gehrels |
| 20918 -              | 6539 P-L     | 24 tháng 9 năm 1960  | Palomar           | C. J. van Houten, I. van Houten-Groeneveld, T. Gehrels |
| 20919 -              | 6606 P-L     | 24 tháng 9 năm 1960  | Palomar           | C. J. van Houten, I. van Houten-Groeneveld, T. Gehrels |
| 20920 -              | 6653 P-L     | 24 tháng 9 năm 1960  | Palomar           | C. J. van Houten, I. van Houten-Groeneveld, T. Gehrels |
| 20921 -              | 6680 P-L     | 24 tháng 9 năm 1960  | Palomar           | C. J. van Houten, I. van Houten-Groeneveld, T. Gehrels |
| 20922 -              | 6769 P-L     | 24 tháng 9 năm 1960  | Palomar           | C. J. van Houten, I. van Houten-Groeneveld, T. Gehrels |
| 20923 -              | 6846 P-L     | 24 tháng 9 năm 1960  | Palomar           | C. J. van Houten, I. van Houten-Groeneveld, T. Gehrels |
| 20924 -              | 9526 P-L     | 17 tháng 10 năm 1960 | Palomar           | C. J. van Houten, I. van Houten-Groeneveld, T. Gehrels |
| 20925 -              | 9596 P-L     | 22 tháng 10 năm 1960 | Palomar           | C. J. van Houten, I. van Houten-Groeneveld, T. Gehrels |
| 20926 -              | 1101 T-1     | 25 tháng 3 năm 1971  | Palomar           | C. J. van Houten, I. van Houten-Groeneveld, T. Gehrels |
| 20927 -              | 1126 T-1     | 25 tháng 3 năm 1971  | Palomar           | C. J. van Houten, I. van Houten-Groeneveld, T. Gehrels |
| 20928 -              | 2024 T-1     | 25 tháng 3 năm 1971  | Palomar           | C. J. van Houten, I. van Houten-Groeneveld, T. Gehrels |
| 20929 -              | 2050 T-1     | 25 tháng 3 năm 1971  | Palomar           | C. J. van Houten, I. van Houten-Groeneveld, T. Gehrels |
| 20930 -              | 2130 T-1     | 25 tháng 3 năm 1971  | Palomar           | C. J. van Houten, I. van Houten-Groeneveld, T. Gehrels |
| 20931 -              | 2208 T-1     | 25 tháng 3 năm 1971  | Palomar           | C. J. van Houten, I. van Houten-Groeneveld, T. Gehrels |
| 20932 -              | 2258 T-1     | 25 tháng 3 năm 1971  | Palomar           | C. J. van Houten, I. van Houten-Groeneveld, T. Gehrels |
| 20933 -              | 3015 T-1     | 26 tháng 3 năm 1971  | Palomar           | C. J. van Houten, I. van Houten-Groeneveld, T. Gehrels |
| 20934 -              | 4194 T-1     | 26 tháng 3 năm 1971  | Palomar           | C. J. van Houten, I. van Houten-Groeneveld, T. Gehrels |
| 20935 -              | 4265 T-1     | 26 tháng 3 năm 1971  | Palomar           | C. J. van Houten, I. van Houten-Groeneveld, T. Gehrels |
| 20936 -              | 4835 T-1     | 13 tháng 5 năm 1971  | Palomar           | C. J. van Houten, I. van Houten-Groeneveld, T. Gehrels |
| 20937 -              | 1005 T-2     | 29 tháng 9 năm 1973  | Palomar           | C. J. van Houten, I. van Houten-Groeneveld, T. Gehrels |
| 20938 -              | 1075 T-2     | 29 tháng 9 năm 1973  | Palomar           | C. J. van Houten, I. van Houten-Groeneveld, T. Gehrels |
| 20939 -              | 1178 T-2     | 29 tháng 9 năm 1973  | Palomar           | C. J. van Houten, I. van Houten-Groeneveld, T. Gehrels |
| 20940 -              | 1236 T-2     | 29 tháng 9 năm 1973  | Palomar           | C. J. van Houten, I. van Houten-Groeneveld, T. Gehrels |
| 20941 -              | 1341 T-2     | 29 tháng 9 năm 1973  | Palomar           | C. J. van Houten, I. van Houten-Groeneveld, T. Gehrels |
| 20942 -              | 2092 T-2     | 29 tháng 9 năm 1973  | Palomar           | C. J. van Houten, I. van Houten-Groeneveld, T. Gehrels |
| 20943 -              | 2115 T-2     | 29 tháng 9 năm 1973  | Palomar           | C. J. van Houten, I. van Houten-Groeneveld, T. Gehrels |
| 20944 -              | 2200 T-2     | 29 tháng 9 năm 1973  | Palomar           | C. J. van Houten, I. van Houten-Groeneveld, T. Gehrels |
| 20945 -              | 2248 T-2     | 29 tháng 9 năm 1973  | Palomar           | C. J. van Houten, I. van Houten-Groeneveld, T. Gehrels |
| 20946 -              | 2316 T-2     | 29 tháng 9 năm 1973  | Palomar           | C. J. van Houten, I. van Houten-Groeneveld, T. Gehrels |
| 20947 Polyneikes     | 2638 T-2     | 29 tháng 9 năm 1973  | Palomar           | C. J. van Houten, I. van Houten-Groeneveld, T. Gehrels |
| 20948 -              | 2754 T-2     | 30 tháng 9 năm 1973  | Palomar           | C. J. van Houten, I. van Houten-Groeneveld, T. Gehrels |
| 20949 -              | 3024 T-2     | 30 tháng 9 năm 1973  | Palomar           | C. J. van Houten, I. van Houten-Groeneveld, T. Gehrels |
| 20950 -              | 3305 T-2     | 30 tháng 9 năm 1973  | Palomar           | C. J. van Houten, I. van Houten-Groeneveld, T. Gehrels |
| 20951 -              | 4261 T-2     | 29 tháng 9 năm 1973  | Palomar           | C. J. van Houten, I. van Houten-Groeneveld, T. Gehrels |
| 20952 Tydeus         | 5151 T-2     | 25 tháng 9 năm 1973  | Palomar           | C. J. van Houten, I. van Houten-Groeneveld, T. Gehrels |
| 20953 -              | 1068 T-3     | 17 tháng 10 năm 1977 | Palomar           | C. J. van Houten, I. van Houten-Groeneveld, T. Gehrels |
| 20954 -              | 1158 T-3     | 17 tháng 10 năm 1977 | Palomar           | C. J. van Houten, I. van Houten-Groeneveld, T. Gehrels |
| 20955 -              | 2387 T-3     | 16 tháng 10 năm 1977 | Palomar           | C. J. van Houten, I. van Houten-Groeneveld, T. Gehrels |
| 20956 -              | 3510 T-3     | 16 tháng 10 năm 1977 | Palomar           | C. J. van Houten, I. van Houten-Groeneveld, T. Gehrels |
| 20957 -              | 4430 T-3     | 11 tháng 10 năm 1977 | Palomar           | C. J. van Houten, I. van Houten-Groeneveld, T. Gehrels |
| 20958 -              | A900 MA      | 29 tháng 6 năm 1900  | Mount Hamilton    | J. E. Keeler                                           |
| 20959 -              | 1936 UG      | 21 tháng 10 năm 1936 | Nice              | M. Laugier                                             |
| 20960 -              | 1971 UR      | 16 tháng 10 năm 1971 | Hamburg-Bergedorf | L. Kohoutek                                            |
| 20961 Arkesilaos     | 1973 SS1     | 19 tháng 9 năm 1973  | Palomar           | C. J. van Houten, I. van Houten-Groeneveld, T. Gehrels |
| 20962 -              | 1977 EW7     | 12 tháng 3 năm 1977  | Kiso              | H. Kosai, K. Hurukawa                                  |
| 20963 Pisarenko      | 1977 QN1     | 19 tháng 8 năm 1977  | Nauchnij          | N. S. Chernykh                                         |
| 20964 Mons Naklethi  | 1977 UA      | 16 tháng 10 năm 1977 | Kleť              | A. Mrkos                                               |
| 20965 Kutafin        | 1978 SJ7     | 16 tháng 9 năm 1978  | Nauchnij          | L. V. Zhuravleva                                       |
| 20966 -              | 1978 VH5     | 7 tháng 11 năm 1978  | Palomar           | E. F. Helin, S. J. Bus                                 |
| 20967 -              | 1978 VF6     | 7 tháng 11 năm 1978  | Palomar           | E. F. Helin, S. J. Bus                                 |
| 20968 -              | 1978 VM8     | 7 tháng 11 năm 1978  | Palomar           | E. F. Helin, S. J. Bus                                 |
| 20969 Samo           | 1979 SH      | 17 tháng 9 năm 1979  | Kleť              | A. Mrkos                                               |
| 20970 -              | 1981 DD1     | 28 tháng 2 năm 1981  | Siding Spring     | S. J. Bus                                              |
| 20971 -              | 1981 DR1     | 28 tháng 2 năm 1981  | Siding Spring     | S. J. Bus                                              |
| 20972 -              | 1981 DX2     | 28 tháng 2 năm 1981  | Siding Spring     | S. J. Bus                                              |
| 20973 -              | 1981 EL2     | 2 tháng 3 năm 1981   | Siding Spring     | S. J. Bus                                              |
| 20974 -              | 1981 EO2     | 2 tháng 3 năm 1981   | Siding Spring     | S. J. Bus                                              |
| 20975 -              | 1981 ER4     | 2 tháng 3 năm 1981   | Siding Spring     | S. J. Bus                                              |
| 20976 -              | 1981 EA6     | 7 tháng 3 năm 1981   | Siding Spring     | S. J. Bus                                              |
| 20977 -              | 1981 EN7     | 1 tháng 3 năm 1981   | Siding Spring     | S. J. Bus                                              |
| 20978 -              | 1981 EW10    | 1 tháng 3 năm 1981   | Siding Spring     | S. J. Bus                                              |
| 20979 -              | 1981 EO13    | 1 tháng 3 năm 1981   | Siding Spring     | S. J. Bus                                              |
| 20980 -              | 1981 ED16    | 1 tháng 3 năm 1981   | Siding Spring     | S. J. Bus                                              |
| 20981 -              | 1981 EZ16    | 6 tháng 3 năm 1981   | Siding Spring     | S. J. Bus                                              |
| 20982 -              | 1981 EL17    | 1 tháng 3 năm 1981   | Siding Spring     | S. J. Bus                                              |
| 20983 -              | 1981 EN20    | 2 tháng 3 năm 1981   | Siding Spring     | S. J. Bus                                              |
| 20984 -              | 1981 EH33    | 1 tháng 3 năm 1981   | Siding Spring     | S. J. Bus                                              |
| 20985 -              | 1981 EA35    | 2 tháng 3 năm 1981   | Siding Spring     | S. J. Bus                                              |
| 20986 -              | 1981 EL37    | 1 tháng 3 năm 1981   | Siding Spring     | S. J. Bus                                              |
| 20987 -              | 1981 EU38    | 1 tháng 3 năm 1981   | Siding Spring     | S. J. Bus                                              |
| 20988 -              | 1981 EC43    | 2 tháng 3 năm 1981   | Siding Spring     | S. J. Bus                                              |
| 20989 -              | 1981 EZ45    | 2 tháng 3 năm 1981   | Siding Spring     | S. J. Bus                                              |
| 20990                | 1983 RL3     | 1 tháng 9 năm 1983   | La Silla          | H. Debehogne                                           |
| 20991 Jánkollár      | 1984 WX1     | 28 tháng 11 năm 1984 | Piszkéstető       | M. Antal                                               |
| 20992                | 1985 RV2     | 5 tháng 9 năm 1985   | La Silla          | H. Debehogne                                           |
| 20993                | 1985 RX2     | 5 tháng 9 năm 1985   | La Silla          | H. Debehogne                                           |
| 20994 -              | 1985 TS      | 15 tháng 10 năm 1985 | Anderson Mesa     | E. Bowell                                              |
| 20995 -              | 1985 VY      | 1 tháng 11 năm 1985  | La Silla          | R. M. West                                             |
| 20996 -              | 1986 PB      | 4 tháng 8 năm 1986   | Palomar           | E. F. Helin                                            |
| 20997 -              | 1986 PL1     | 1 tháng 8 năm 1986   | Palomar           | E. F. Helin                                            |
| 20998                | 1986 QF1     | 26 tháng 8 năm 1986  | La Silla          | H. Debehogne                                           |
| 20999 -              | 1987 BF      | 28 tháng 1 năm 1987  | Ojima             | T. Niijima, T. Urata                                   |
| 21000 L'Encyclopédie | 1987 BY1     | 26 tháng 1 năm 1987  | La Silla          | E. W. Elst                                             |